# Felix Schuster (Architekt)

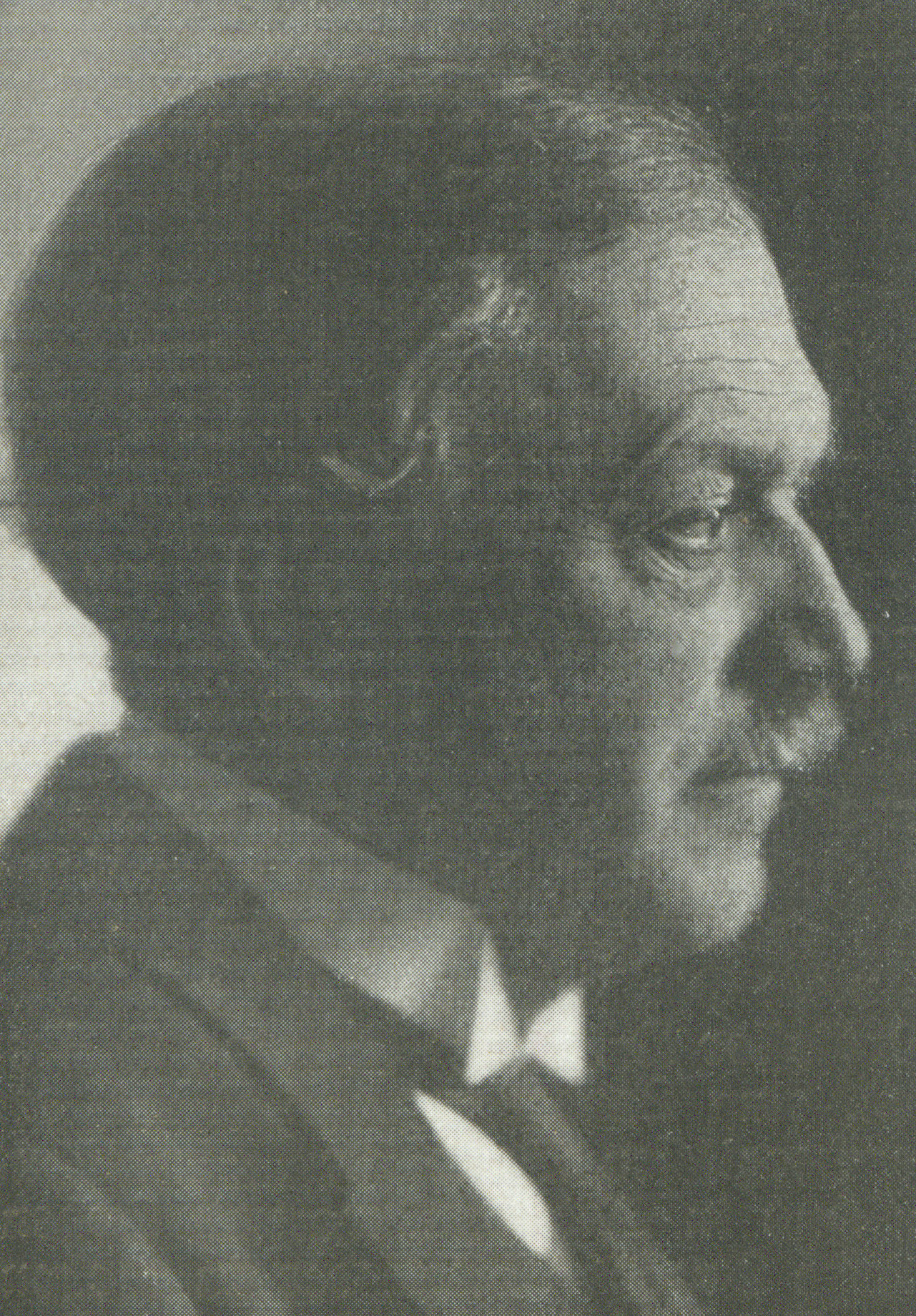
Felix Schuster, um 1929

Felix Schuster (* 22. Mai 1876 in Nagold; † 20. Januar 1950 in Stuttgart) war ein deutscher Architekt. 

## Leben
Felix Schusters Vater war als württembergischer Baubeamter im Rang eines Oberamtsbaumeisters in Nagold tätig. Er selbst besuchte die evangelisch-theologischen Seminare in Schöntal und Urach und studierte ab 1894 Theologie an der Eberhard Karls Universität Tübingen. 1896 brach er dieses Studium ab und begann ein Architekturstudium an der Technischen Hochschule Stuttgart.
Nach dem ersten Staatsexamen 1901 absolvierte er den Vorbereitungsdienst in Düsseldorf und Karlsruhe und legte 1906 das zweite Staatsexamen ab. Anschließend arbeitete er bei der Beratungsstelle für Baugewerbe in Stuttgart und begann, an der Baugewerkschule Stuttgart (nach 1918 Württembergische Höhere Bauschule Stuttgart) zu unterrichten. Von 1908 bis 1946 war er dort hauptberuflicher Professor. Daneben betrieb er nach dem Tod von Heinrich Dolmetsch von 1908 bis 1914 mit dessen Sohn Theo ein eigenes Architekturbüro in Stuttgart.
Schuster engagierte sich daneben im Bund für Heimatschutz in Württemberg und Hohenzollern, seine Bauten lassen sich der Heimatschutzarchitektur zuordnen. Von 1913 bis zu seinem Tod 1950 war Felix Schuster 2. Vorsitzender des Bunds, der seit 1913 das Schwäbische Heimatbuch herausgab.

## Schriften (Auswahl)
- (als Herausgeber): Handbuch für das württembergische Baugewerbe. Bewährte moderne Spezialkonstruktionen und Materialien im Hochbau. Wilhelm Meyer-Ilschen, Stuttgart 1910 ff.
- Vorschläge zur Erhaltung der Bahnhofvorhalle und des Königstores in Stuttgart, sowie des Pliensauturmes in Eßlingen. In: Mitteilungen des Bundes für Heimatschutz in Württemberg und Hohenzollern, 3. Jahrgang 1911, Heft 4, S. 1–13.
- (als Herausgeber): Schwäbisches Heimatbuch. Stuttgart 1913 ff.
- Anregungen für Kriegerehrungen in der Heimat. In: Kriegsheft des Bundes für Heimatschutz in Württemberg und Hohenzollern (1916), S. 37–45.
- Die Kunst in Bauwerken für Industrie, Gewerbe und Handel. In: Hie gut Württemberg allewege. 1917, S. 73–75.
- Die römischen Säulen in der Remigiuskirche bei Nagold. In: Württembergische Studien, Jahrgang 1926, S. 202–205.
- August Schirmer, ein schwäbischer Heimatkünstler. In: Schwäbisches Heimatbuch, Jahrgang 1927, S. 35–48.
- Reklameauswüchse im Orts- und landschaftsbild. In: Schwäbisches Heimatbuch, Jahrgang 1928, S. 71–74.
- Heimatschutz und „Neues Bauen“. In: Schwäbisches Heimatbuch, Jahrgang 1928, S. 75–120.
- Alte und neue Friedhöfe. In: Schwäbisches Heimatbuch, Jahrgang 1913, S. 9–13.
- (mit Georg Dieterle als Herausgeber): Die Stadt Nagold, ihr Werden und Wachsen bis auf die Gegenwart. Zaiser, Nagold 1931.
- Bericht über die Grabungen auf Hohen-Nagold im Sommer 1932 und 1933. In: Der Burgwart, 36. Jahrgang 1935, S. 40–44.
- Anschauungsstoff zu Baugeschichte für den Gebrauch der Höheren Bauschule Stuttgart. 2 Bände, Stuttgart 1936 und 1938.
- Die neue Hans-Schemm-Schule in Weil im Dorf. In: Schwäbisches Heimatbuch, 23. Jahrgang 1937, S. 69–72.
- Eine Fahrt auf der Reichsautobahn Stuttgart-Ulm. Schwäbisches Heimatbuch 1939. J. F. Steinkopf, Stuttgart 1939 (Bücherei des Schwäbischen Heimatbundes; 25), S. 107–116.
- Unser schwäbisches Fachwerk. In: Schwäbisches Heimatbuch 1939. J. F. Steinkopf, Stuttgart 1939 (Bücherei des Schwäbischen Heimatbundes; 25), S. 129–132.
- Wiedergutmachung von Bausünden. In: Schwäbisches Heimatbuch 1939. J. F. Steinkopf, Stuttgart 1939 (Bücherei des Schwäbischen Heimatbundes; 25), S. 133–137.
- Das „Zollernschloß“ in Balingen. In: Schwäbisches Heimatbuch 1939. J. F. Steinkopf, Stuttgart 1939 (Bücherei des Schwäbischen Heimatbundes; 25), S. 147–156.